# اینگسوس

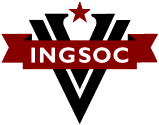
نشان‌وارهٔ رسمی اینگسوس - ۲۰۰۷

اینگسوس (به انگلیسی: Ingsoc) یا سوسینگبرابر سوسیالیسم انگلیسی (به انگلیسی: English Socialism) در زبان نوین، ایدئولوژی سیاسی حکومت تمامیت‌خواه اوشنیا در کتاب ۱۹۸۴ نوشته جورج اورول است.